# Orlando Ávila
Orlando Ávila es un diputado a la Asamblea Nacional de Venezuela representante del Estado Nueva Esparta, electo para el período 2011-2016. Actualmente es militante del partido Un Nuevo Tiempo, del cual es presidente regional. Fue también alcalde electo del Municipio Maneiro del estado Nueva Esparta durante los períodos 2000-2004 y 2004-2008. Igualmente fue concejal de dicho municipio, diputado de la antigua Asamblea Legislativa del Estado Nueva Esparta y presidente del Colegio de Médicos del mismo estado.
De profesión médico oftalmólogo, cursó estudios universitarios en la Universidad de Carabobo. Realizó su especialización en oftalmología en el Hospital Vargas en la ciudad de Caracas.

## Vida personal
Está casado con la médica pediatra Darvelis Larez de Ávila, actual alcaldesa del Municipio Maneiro.